# 国鉄DF50形ディーゼル機関車
DF50形ディーゼル機関車（DF50がたディーゼルきかんしゃ）は、日本国有鉄道（国鉄）のディーゼル機関車。

## 概要
非電化亜幹線の無煙化のため、1957年（昭和32年）に先行試作車が製造され、以後1963年（昭和38年）まで増備された。
本線での客貨運用が可能な最初のディーゼル機関車で、北海道を除く日本各地の非電化亜幹線と一部非電化幹線で特急列車から貨物列車まで幅広く運用された。特にトンネルの多い路線では、蒸気機関車の煤煙から解放される無煙化の効果が大きかった。なお、旧線時代の奥羽本線の矢立峠越えの区間（秋田・青森県境）などの急勾配区間では、補機として使用されたケースも多かった。
0番台が新三菱重工業・汽車製造・日本車輌製造で65両、500番台が川崎車輌・東京芝浦電気・日立製作所で73両、計138両が製造された。500番台の方が僅かながら定格速度が速かった為、優等列車の多い路線で使用された。

## 車両概説
開発当時は液体変速機の製造技術が未熟で、動力伝達方式には1953年（昭和28年）製造初年のDD50形同様、ディーゼルエンジン直結の発電機で発電した直流電力で主電動機を駆動する電気式が採用された。重連総括制御可能な点もDD50形と同様であったが、非力さから重連運転常用を前提に片運転台で製造されたDD50形と違い、本形式は亜幹線で一応単機運用ができることを主眼に設計され、両運転台となった。
車体は普通鋼製の箱型車体で、貫通扉を有するやや後傾した妻面をもつ、同時期に製造されたED70形交流電気機関車と似た形状であった。
車体の塗色は当初、0番台・500番台ともにぶどう色2号と下部に白帯であったが、1963年頃から順次、上部朱色4号、下部ねずみ色1号、その境目に白帯を配した新しいディーゼル機関車塗色に変更された。
線路等級の低い乙・丙線での使用を考慮し、軸重を14 t以下に抑えるため6動軸とし、さらに国鉄車両としては初めてB-B-B型軸配置を採用し、中間台車の横方向へのずれを許容して曲線通過時のレール横圧の軽減を図った。このB-B-B型軸配置 は以後設計の日本の6動軸機関車の標準となった。DD50形が暖房用蒸気発生装置をもたず、冬季の旅客列車牽引時に暖房車を必要として不便であったため、本形式は暖房用のボイラー（蒸気発生装置）を搭載した。なお、1 - 7号機は試作機で、前面形状、中間台車中心位置、機器配置などが量産型とは若干異なっていた。
エンジンは、当時の新三菱重工がスイスのズルツァー社と技術提携して製造した直列8気筒直噴式の三菱神戸ズルツァー 8LDA25A（連続定格1,060馬力、1時間定格1,200馬力）を搭載した0番台と、川崎重工と日立製作所がそれぞれ西ドイツ（当時）のMAN社と技術提携して製造したV型12気筒予燃焼室式の川崎 MAN V6V 22/30mA、あるいは日立 MAN V6V 22/30mA（ともに連続定格1,200馬力、1時間定格1,400馬力）のいずれかを搭載した500番台とがあった 。0番台に搭載された三菱神戸ズルツァー8LDA25Aは、DD50形に搭載された三菱神戸ズルツァー 8LDA25の過給機の一部を改造して高過給とし、燃料噴射ポンプ・プランジャ・ノズル・ピストンなどの変更を行って2割弱の出力増強を実現したものであった。
エンジン音はメーカー別に特徴があり、気筒数が少ない中速機関のズルツァー型は焼玉エンジンのような「ポンポンポンポン」というリズミカルな音、同じく中速機関ながら気筒数が多く、ズルツァー型よりやや高速な機関を搭載するMAN型は「ドドドドド」と連続した低音である。MAN型の中には、キハ181系のようなターボ音を発するものがあった。
出力制御はDD50形で採用されていた、空気圧による遠隔制御方式で、主機関の調速機や、主発電機の励磁機の界磁調整器を空気圧でコントロールし、機関回転数・発生電圧を制御する。運転台の主幹制御器は、電気的な要素はなく一種の可変空気調圧器に類する構成で、制御空気圧の昇降を直接行い、電気的な制御は行わない。近代化動力車では電磁弁を用いる遠隔制御が一般的であるが、1950年代中期の技術では、ディーゼル動力車の燃料噴射量を電磁弁で制御する場合、電磁弁の数をむやみに増やせず、電磁弁相互をリンク連結して連関動作を構成するなどの手法を用いても、細かい制御段数を得ることが難しかった。従って多段階のノッチが求められる大形機関車には必ずしも電磁弁制御方式は有利でなかった。アメリカ合衆国で一時、電気式ディーゼル機関車メーカーの一角を占めたウェスティングハウス・エレクトリックやフェアバンクス・モースでも空気圧式出力制御を用いており、DD50形、DF50形の出力制御もこの当時の流儀を踏襲したものであった。
機関車の出力制御は19段のノッチによるエンジンの回転数制御で行い、これによって発電電圧を上げ下げして主電動機の回転数を制御した。出力制御操作が空気圧による無段階的なものであることから、このノッチは出力を決める刻み段としての意味合い程度であり、直流抵抗制御車とは異なり抵抗制御を行わないため、主幹制御器で任意の中間ノッチを選択して連続運転することも可能である。重連時の次位機関車の制御もこの制御空気圧で直接行う方式であり、このため車端部には総括制御用空気ホースが設けられている。他に車端部にはジャンパ連結器もあるが、これは低圧回路接続用である。
主発電機もDD50形で採用された「差動界磁付励磁機式発電機」が用いられた。これによって、主電動機に負荷がかかって回路電流が増大すると、自動的に発電機の界磁が弱まり、発電電圧が低下して、定出力特性が得られた。またエンジン自体への負荷増大もエンジンガバナーで感知し、発電機の他励界磁の回路に抵抗を加えて界磁を弱め、発電電圧を下げる方法もとられた。なお、主発電機は出力は700 kW (450 V 1,560 A) 、500番台では780 kW (500 V 1,560 A) であった。
主電動機は吊り掛け駆動方式・出力100 kW（500番台では110 kW）の直流直巻電動機（MT48形）6基装備で、2台永久直列3回路であった。主電動機の直並列組合せ制御については、直並列の回路切替え（「渡り」）時の主機関の負荷変動が過大となることから、本形式では採用されていない。全界磁での連続定格速度が17.5 km/h（500番台では19.5 km/h）と極めて低速であったが、全軸駆動の6動軸で粘着力では有利であったことから、重量列車の引き出しは可能で、また50 %と30 %の弱界磁制御もできたため、軽負荷であれば90 km/hでの高速運転も可能であった。
| file:JNR DF50 60 125 hashioka.ogg ズルツァー形 DF50 60牽引 予讃本線125列車 （1981年9月28日 高松 - 端岡間） この音声や映像がうまく視聴できない場合は、 Help:音声・動画の再生 をご覧ください。 | file:JNR DF50 570 125 hashioka.ogg MAN形 DF50 570牽引 予讃本線125列車 （1981年9月25日 高松 - 端岡間） この音声や映像がうまく視聴できない場合は、 Help:音声・動画の再生 をご覧ください。 |

## 性能

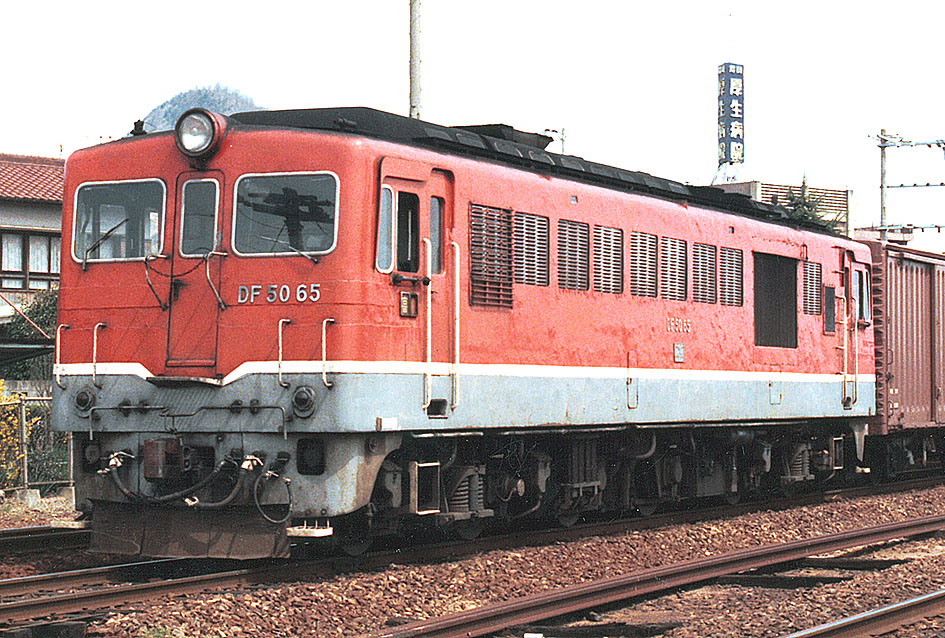
65号機

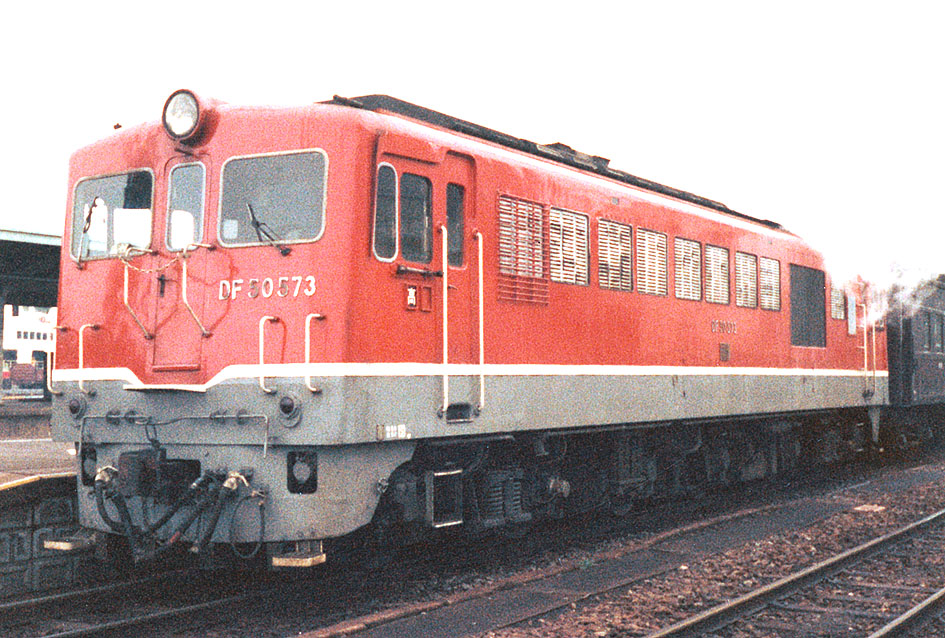
573号機

本形式は日本のディーゼル機関車としては過渡期の存在であり、幹線の主力機関車として運用するにはエンジン出力が低すぎるという根本的弱点を抱えていた。主電動機の広範な弱界磁制御により、限られたエンジン出力を低速から高速までの広い速度領域で有効に使い、全車軸を駆動軸として動輪上重量を大きくとり、勾配でも空転を起こさずに登坂できたが、出力不足ゆえ著しい速度低下をきたし、D51形蒸気機関車の代替にはならなかった。当時の機関車の性能について1965（昭和40）年度実績の比較表を示す。
| 代表形式                 | 機関車全重量 (ｔ) | 最大馬力 (HP) | 最高速度 | 均こう速度 | 動力費（円/km） |
| ------------------------ | ----------------- | ------------- | -------- | ---------- | --------------- |
| （旅客・蒸気）C62        | 145               | 1620          | 100      | 54         | 120             |
| （旅客・直流電気）EF65   | 96                | 3460          | 110      | 78         | 47              |
| （旅客・ディーゼル）DF50 | 81                | 1200          | 90       | 38         | 67              |
| （貨物・蒸気）D51        | 126               | 1280          | 85       | 20         | 230             |
| （貨物・電気）EF15       | 102               | 2650          | 75       | 40         | 90              |
| （貨物・ディーゼル）DD51 | 84                | 2200          | 95       | 24         | 136             |

（速度に単位がないのは原文ママ、蒸気機関車の「全重量」はテンダーを含む。）
均こう速度は旅客と貨物で条件が異なり、旅客が450トン、貨物が1,000トンを引いて10/1000（10 ‰）の上り勾配を走る際の最高速度。
動力費は均こう速度の条件で1 kmの距離を走るに要する金額。
また、客貨兼用の設計だったことから平坦区間でも加速性能は低く、C57形蒸気機関車程度に留まった。しかし当時の技術では、軸重14 tの電気式ディーゼル機関車に、これ以上の出力のエンジンを搭載することは不可能であった。

## 運用の変遷
初期故障はあったもののやがて性能的にも安定し、非電化の主要幹線に投入されて主に旅客列車用として運用されたが、貨物列車などの蒸気機関車牽引列車の置き換えには性能的に不足していたこと、機器の一部が海外メーカーのライセンス生産で製造コストが高かったため、1962年（昭和37年）には1,000馬力級エンジン2基を搭載した（本形式の重連に相当する）純国産の幹線用ディーゼル機関車DD51形が登場した。
DD51形への置き換えや電化の進展により、DF50形はやがて亀山機関区・米子機関区・高松運転所・高知機関区・宮崎機関区に集中配置される様になり、山陰本線・紀勢本線・予讃本線（現・予讃線）・土讃本線（現・土讃線）・日豊本線で使用されたが、1976年より廃車が開始された。

### 近畿
亀山機関区配置機はズルツァー型の0番台が集中配置され、紀勢本線・関西本線東部および阪和線で使用されていたが、1978年10月の新宮電化により紀伊勝浦以東の運用になった。運用縮小されたものの寝台特急「紀伊」は引き続き担当し、DF50形として最後の優等列車牽引となったが、1979年6月には上り列車のみDD51形に置き換えられ、下り4003列車の亀山 - 紀伊勝浦間およびその回送である回4003列車の紀伊勝浦 - 新宮間についても、亀山機関区配置機の運行終了直前の1980年（昭和55年）2月にDD51形に置き換え、3月にはすべての運用が消滅した。

### 中国
米子機関区配置機は、MAN形エンジンを積んだ500番台で統一され、山陰本線・福知山線全線で使用されていたが、DD51形への置き換えにより1978年10月までに運用終了した。

### 四国
四国では客車列車や貨物列車の牽引機として活躍。例年11月中旬から12月末まではみかん輸送のため重連で運行されることもあった。臨時列車として1981（昭和56）年に初詣臨時急行「はつはる号」9101レを多度津 - 松山間で運行。ステンレス帯の26号機が牽引し、同機には正面に日本国旗を付け走った。
最後まで主力車として残った四国では、ズルツァー型の0番台とMAN型の500番台が混在していたが、昭和56年3月ごろより置き換えが開始された。まずはSG不良の土讃線客車より置き換えを開始した。1981（昭和56）年1月下旬から2月28日まで練習運転が行われDE10＋DF50の客車列車で運転された。その後、3月1日から8日にかけて土讃線（一部予讃線貨物）の客車列車がDE10形に置き換えとなり、DF50形牽引の土讃線定期客車列車は3月7日の224レが最後となった。
土讃線に続き予讃線の客車列車が置き換え対象となった。1981（昭和56）年9月1日から10月9日にかけて練習運転が行われ、121レ - 128レ、127レ - 1125レ - 1121レ - 1122レ - 124レ、123レ - 126レ（1125レ - 1121レ - 1122レは9月23日まで、126レは多度津まで・10月8日のみ高松まで延長）で運転された。1981年（昭和56年）10月12日1122レ（5060号機牽引）を最後に客車列車運用を終了し、500番台は10月11日196レをもって使命を終えた。その後は0番台が貨物列車用として運用されていたが、1983（昭和58）年3月4日高知機関区所属の44号機がDF50形最後の検査（要検）を実施し多度津工場を出場。273レで31号機とともに重連で高知へ向かった。同年7月17日にはDF50形最後のマヤ車牽引も行われ273レで高知 - 阿波池田間を走行した。1983（昭和58）年4月1日から14日にかけては第3次置き換えのため高知機関区のDF50形は全廃。同年8月23日から9月2日にかけて最後の置き換えが行われ、松山19：10発高松1：08着178レを5034号機が牽引した。
1983年（昭和58年）9月25日、臨時急行列車「サヨナラDF50土佐路号」を高知駅 - 高松駅間で1号機と65号機の重連で牽引したのを最後に運用を終了。最終貨物列車を牽引した34号機が1985年（昭和60年）1月21日付で廃車されDF50形は全車廃車された。なお、1号機はのちに車籍復活を果たしている。

### 九州
宮崎機関区配置機は、優等列車牽引が多い為MAN型の500番台で統一され、日豊本線で使用された。北部からの電化進展に伴って1974年以降は吉都線に進出する一方で運用自体は大幅に縮小するが、「富士」や「彗星」などの寝台特急運用を引き続き担当し、1979年（昭和54年）の全線電化直前まで非電化区間の牽引を務めた。

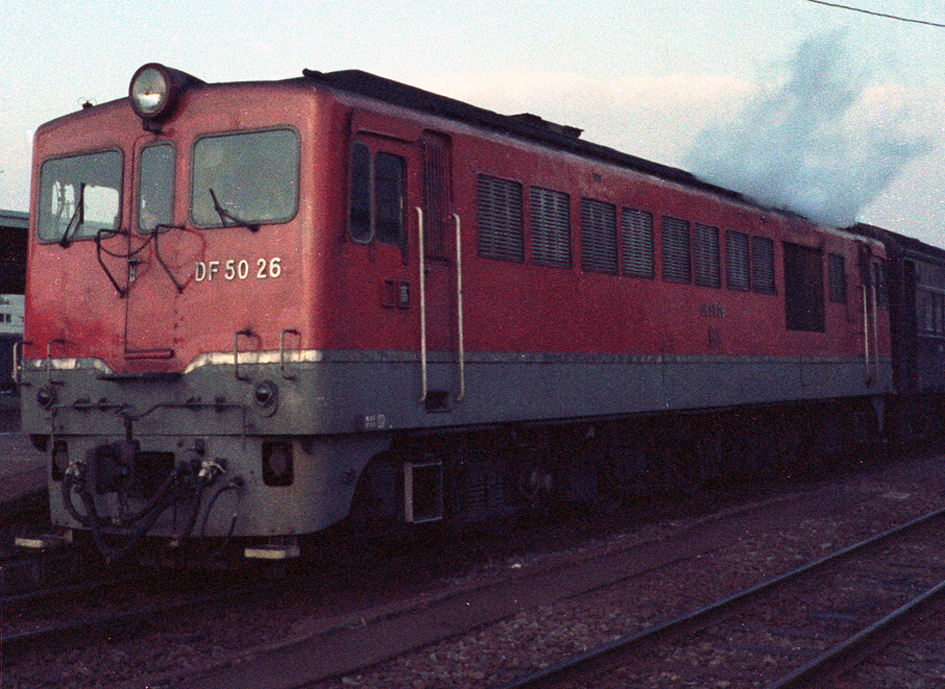
1971年にお召し列車を牽引した際、ステンレス帯になったDF50 26 （1981年、高松駅）
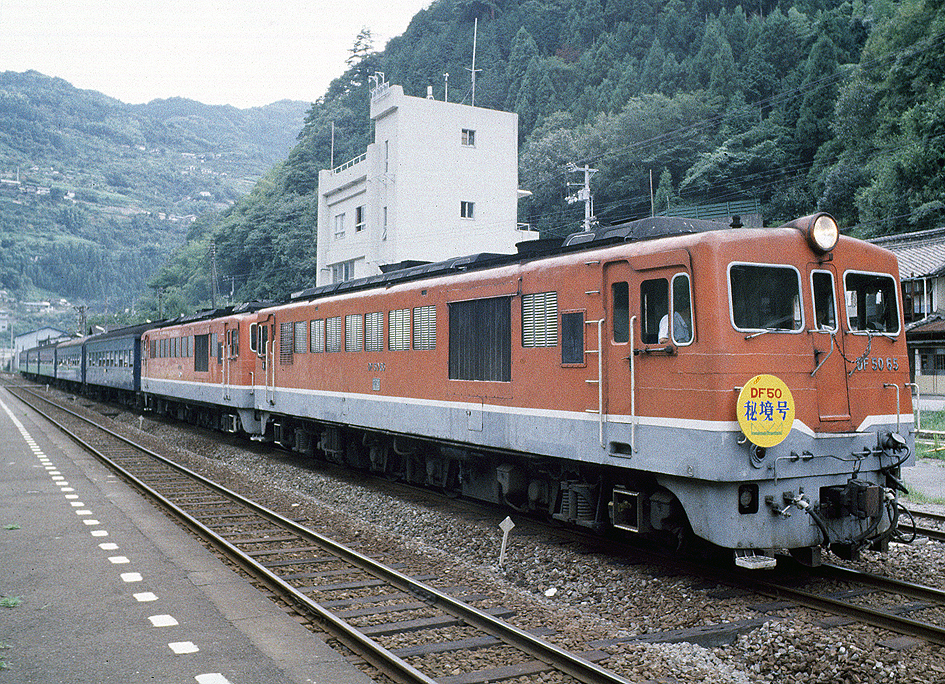
DF50 65+DF50 1牽引43系・35系客車 臨時急行列車「ごくろうさまDF50秘境号」（1983年8月20日、阿波川口駅）
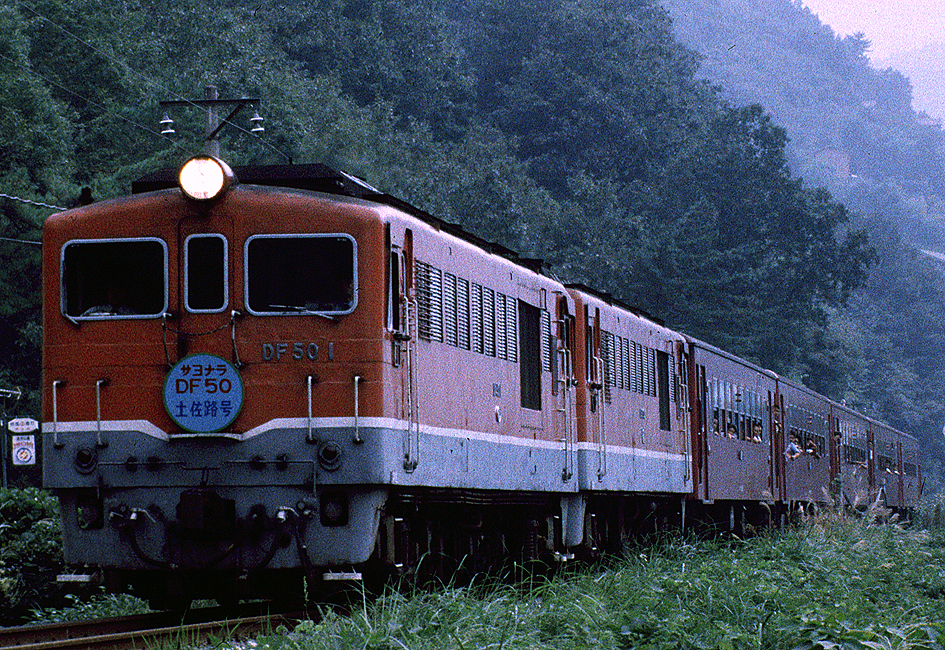
DF50 1+DF50 65牽引50系客車 臨時急行列車「サヨナラDF50土佐路号」（1983年9月25日、阿波川口駅付近）
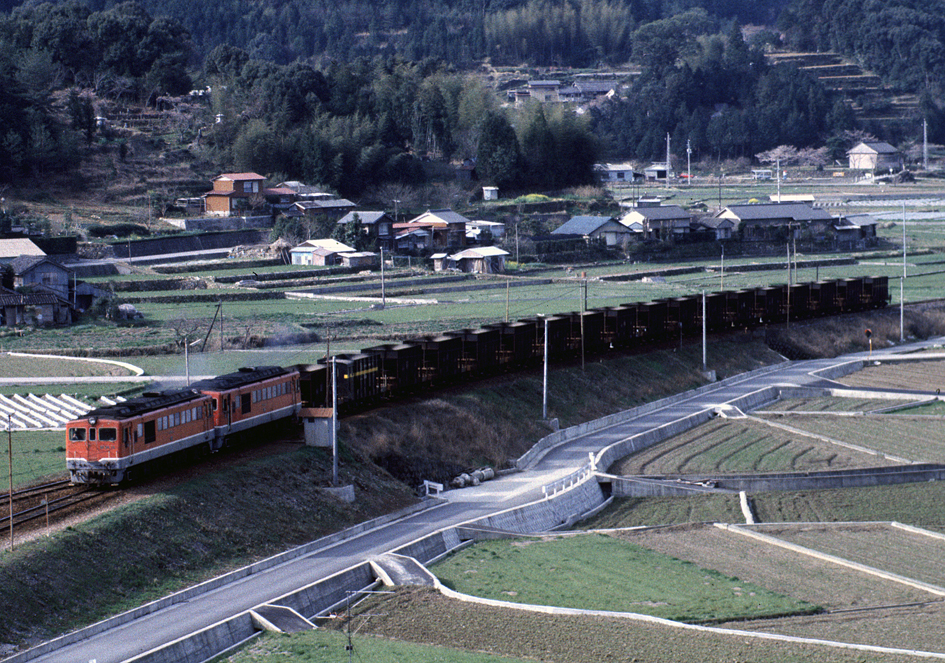
DF50 18+DF50 43牽引 石灰石運搬貨物列車 （1983年、土佐石灰工業大平山鉱山専用線）
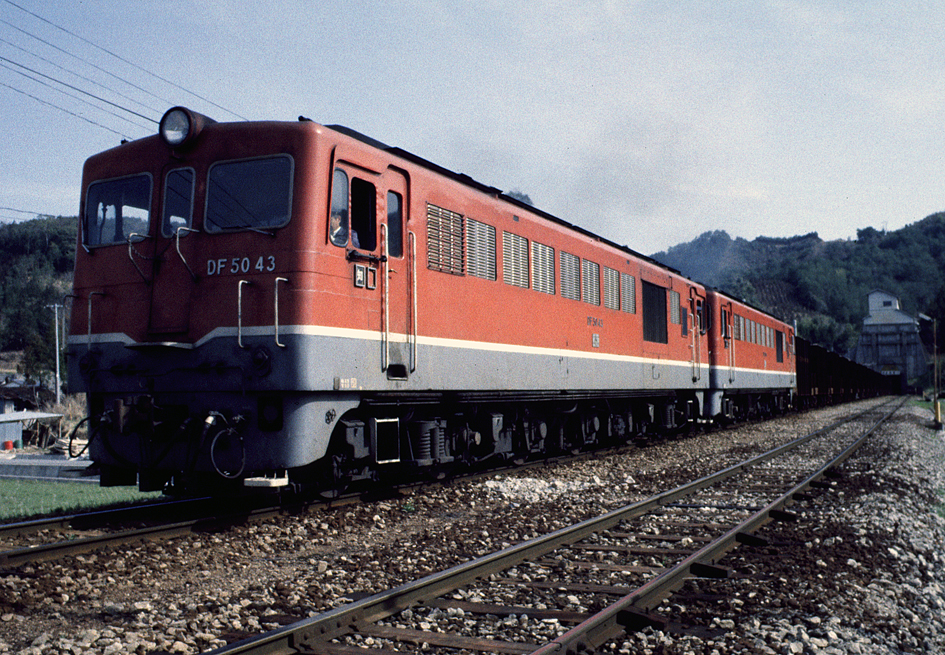
DF50 43+DF50 18牽引 石灰石運搬貨物列車 （1983年、土佐石灰工業大平山鉱山専用線）
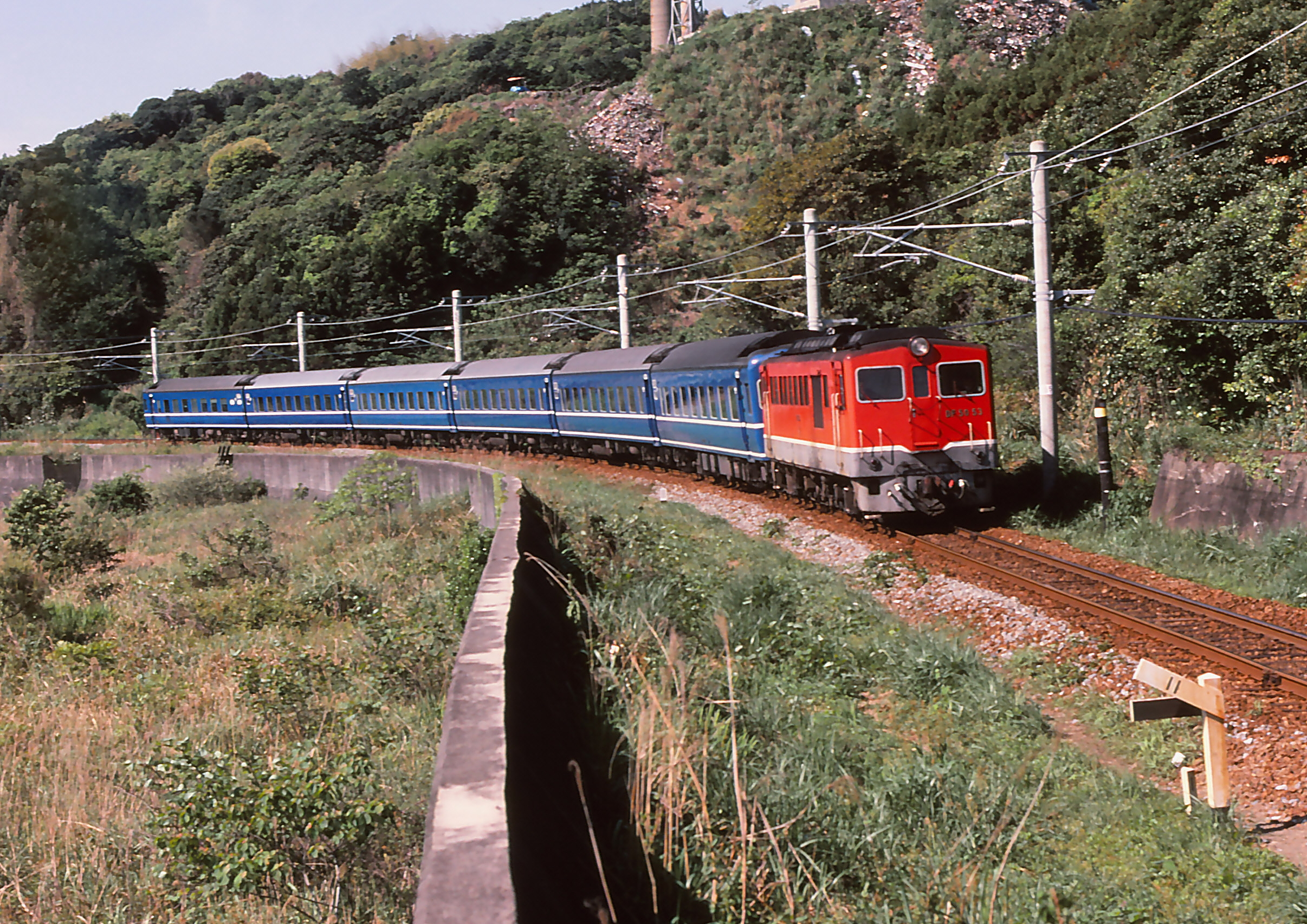
寝台特急「紀伊」 新宮駅へ回送中 新宮 - 三輪崎間 1979年

## 事故廃車
- 10号機：1964年（昭和39年）6月25日・紀勢本線 多気発九鬼行き135列車牽引中に大曽根浦 - 九鬼間の土砂崩れにより崖下へ転落、炎上により廃車[23]。
- 35号機：1977年（昭和52年）12月26日付で老朽廃車されているが、実際は事故後そのまま復旧されずに廃車されたようである。
- 39号機：1969年（昭和44年）1月24日・紀勢本線 名古屋発天王寺行き921列車を牽引中に紀伊日置駅付近で脱線、7m下の水田に転覆し廃車[23]。
- 45号機：1972年（昭和47年）7月5日・土讃本線繁藤駅で土砂崩れ（地すべり、「繁藤災害」）に巻き込まれ川へ転落し廃車。車両は現地解体。車体の一部はその後も穴内川に埋没した状態で残されている[23][注 7]。
- 569号機：1978年（昭和53年）3月22日・予讃本線 高松発松山行き下り普通列車を牽引中、高瀬 - 比地大間の踏切でクレーン車と衝突し助士席側を破損する。本形式の置き換えが進んでいたこともあり廃車。

なお、1962年11月29日の羽越本線列車衝突事故で前頭部が粉砕されて炎上し、転覆した548号機はまだ車齢が若かったため土崎工場で修復された。その後米子機関区に転属し、1977年に廃車されるまで山陰本線で運用された。

## 保存機
2024年11月現在、試作機の1号機と量産機かつ0番台の18号機のみが現存する。もっとも、試作機の1号機は前面窓の天地寸法および屋根肩部の丸みが深い等、量産機の18号機と比較して差異を有する。500番台は既に全機解体され、保存機はない。
| 画像 | 番号    | 所在地                                  | 備考 |
| ---- | ------- | --------------------------------------- | --- |
|      | DF50 4  | 大阪市東淀川区 菅原天満宮公園 ※解体済み | 2018年の台風（21号）で被災し、2024年1月30日にそのまま解体・撤去された。 |
|      | DF50 18 | 岡山県津山市 津山まなびの鉄道館         | 唯一現存する量産機。1984年（昭和59年）3月より大阪市港区の交通科学博物館に静態保存されていたが2014年（平成26年）4月に閉館となり、津山まなびの鉄道館へ移され、2016年（平成28年）4月2日より収蔵されている。 |
|      | DF50 1  | 愛媛県西条市 四国鉄道文化館             | 篠ノ井線で活動していた時期、1964年（昭和39年）にはお召し列車の牽引機を務めたこともある。その後、四国へ異動。廃車後解体されることなく国鉄多度津工場に保管され、1983年に準鉄道記念物に指定された。同機は1987年（昭和62年）に車籍復活し、四国旅客鉄道（JR四国）多度津工場に保存されていたが、2007年（平成19年）10月13日の展示を最後に車籍を残したまま伊予西条駅に隣接する四国鉄道文化館へ搬入され、同年11月26日より展示公開されている。多度津時代は動態保存でしばしば構内運転も行われたが、移動後は静態保存である。 |